# Bon voyage!
Bon voyage! (stilizzato come BON VOYAGE!) è un brano musicale dal gruppo musicale giapponese Bon-Bon Blanco, pubblicato il 14 gennaio 2004 come sesto singolo del gruppo. Il brano è stato utilizzato come quarta sigla di apertura per gli episodi dal 169 al 206 dell'anime One Piece, in sostituzione della precedente sigla Hikari e. Il brano è stato incluso nell'album del gruppo Winter Greetings, pubblicato nel 2004.

## Tracce
CD singolo Lantis LACM-4362
1. Bon voyage! - 3:30
2. ありがとう I Love You, Yet - 5:08
3. Bon voyage! (Instrumental) - 3:30

Durata totale: 12 min  08 s

## Classifiche
| Classifica (2004) | Posizione massima |
| ----------------- | ----------------- |
| Giappone (Oricon) | 8                 |